# White Meadow Lake
White Meadow Lake és una concentració de població designada pel cens dels Estats Units a l'estat de Nova Jersey. Segons el cens del 2000 tenia 9.052 habitants.

## Demografia
Segons el cens del 2000, White Meadow Lake tenia 9.052 habitants, 3.046 habitatges, i 2.561 famílies. La densitat de població era de 854,5 habitants per km².
Dels 3.046 habitatges en un 45,4% hi vivien nens de menys de 18 anys, en un 75% hi vivien parelles casades, en un 7,1% dones solteres, i en un 15,9% no eren unitats familiars. En l'11,9% dels habitatges hi vivien persones soles el 3,9% de les quals corresponia a persones de 65 anys o més que vivien soles. El nombre mitjà de persones vivint en cada habitatge era de 2,97 i el nombre mitjà de persones que vivien en cada família era de 3,25.
Per edats la població es repartia de la següent manera: un 28,7% tenia menys de 18 anys, un 5,3% entre 18 i 24, un 33,3% entre 25 i 44, un 24,8% de 45 a 60 i un 8% 65 anys o més.
L'edat mediana era de 36 anys. Per cada 100 dones de 18 o més anys hi havia 95,1 homes.
La renda mediana per habitatge era de 83.708 $ i la renda mediana per família de 89.345 $. Els homes tenien una renda mediana de 57.400 $ mentre que les dones 41.057 $. La renda per capita de la població era de 32.596 $. Aproximadament l'1,2% de les famílies i el 2,3% de la població estaven per davall del llindar de pobresa.

## Poblacions més properes
El següent diagrama mostra les poblacions més properes.